# ده‌هزار سال بزرگ‌تر
ده‌هزار سال بزرگ‌تر (انگلیسی: Ten Thousand Years Older) فیلمی در ژانر مستند به کارگردانی ورنر هرتسوک است که در سال ۲۰۰۲ منتشر شد. این فیلم جز مجموعه ده دقیقه بزرگ‌تر است.